# Sophisme de McNamara
 (signalé en mai 2025).
Si vous disposez d'ouvrages ou d'articles de référence ou si vous connaissez des sites web de qualité traitant du thème abordé ici, merci de compléter l'article en donnant les références utiles à sa vérifiabilité et en les liant à la section « Notes et références ».
- Archive Wikiwix
- Bing
- Cairn
- DuckDuckGo
- E. Universalis
- Gallica
- Google
- G. Books
- G. News
- G. Scholar
- Persée
- Qwant
- (zh) Baidu
- (ru) Yandex
- (wd) trouver des œuvres sur Wikidata

Le sophisme de McNamara (également appelé sophisme quantitatif), du nom de Robert McNamara, secrétaire américain à la Défense de 1961 à 1968, consiste à prendre une décision en se basant uniquement sur des observations quantitatives (ou métriques) et en ignorant toutes les autres. La raison invoquée est souvent que ces autres observations ne peuvent être prouvées.

« La première étape consiste à mesurer tout ce qui peut être facilement mesuré. C'est correct dans la mesure où cela va jusqu'au bout. La deuxième étape consiste à ignorer ce qui ne peut pas être facilement mesuré ou à lui donner une valeur quantitative arbitraire. C'est artificiel et trompeur. La troisième étape consiste à présumer que ce qui ne peut être mesuré facilement n'est pas vraiment important. C'est de l'aveuglement. La quatrième étape consiste à dire que ce qui n'est pas facile à mesurer n'existe pas vraiment. C'est le suicide. »

— Daniel Yankelovich, "Corporate Priorities: Une étude continue des nouvelles exigences de l'entreprise" (1972).
Le sophisme se réfère à la conviction de McNamara quant à ce qui a conduit les États-Unis à la défaite dans la guerre du Vietnam - plus précisément, sa quantification du succès dans la guerre (par exemple, en termes de nombre de corps ennemis), ignorant d'autres variables.

## Exemples dans la guerre

### Guerre du Vietnam
Le sophisme de McNamara trouve son origine dans la guerre du Viêt Nam, au cours de laquelle le nombre de corps ennemis était considéré comme une mesure précise et objective du succès. La guerre était réduite à un modèle mathématique : En augmentant le nombre de morts estimés chez l'ennemi et en minimisant les siens, la victoire était assurée. L'intérêt de McNamara pour les chiffres quantitatifs se manifeste dans le projet 100 000 : en abaissant les normes d'admission dans l'armée, on augmentait le nombre d'enrôlements. La clé de cette décision était l'idée qu'un soldat est, dans l'abstrait, plus ou moins égal à un autre, et qu'avec un entraînement adéquat et un équipement supérieur, il jouera un rôle positif dans les mathématiques de la guerre.
Le général de brigade Edward Lansdale, de l'US Air Force, aurait dit à McNamara, qui tentait d'établir une liste de paramètres lui permettant de suivre scientifiquement l'évolution de la guerre, qu'il ne tenait pas compte des sentiments du commun des mortels dans les campagnes vietnamiennes. McNamara l'a noté au crayon sur sa liste, puis l'a effacé et a dit à Lansdale qu'il ne pouvait pas le mesurer, donc que cela ne devait pas être important.

### Guerre mondiale contre le terrorisme
Donald Rumsfeld, secrétaire américain à la Défense sous George W. Bush, a cherché à mener des guerres avec de meilleures données, des objectifs clairs et des buts réalisables. Écrit Jon Krakauer :

« ...le sentiment d'urgence attaché à la mission ne provenait guère plus que d'une fixation bureaucratique sur le respect de délais arbitraires afin que les missions puissent être cochées sur une liste et comptabilisées comme "accomplies". Cette importance accordée à la quantification a toujours été une caractéristique de l'armée, mais elle a atteint de nouveaux sommets de fatuité pendant le mandat de Donald Rumsfeld au Pentagone. Rumsfeld était obsédé par l'obtention de "mesures" positives qui pourraient être utilisées pour démontrer les progrès réalisés dans la guerre mondiale contre le terrorisme. »

— Jon Krakauer, Where Men Win Glory (Où les hommes gagnent la gloire).

## Dans les essais cliniques modernes
Le sophisme de McNamara fait l'objet d'une discussion croissante dans la littérature médicale. En particulier, le sophisme de McNamara est invoqué pour décrire l'inadéquation de l'utilisation de la survie sans progression (SSP) comme critère d'évaluation principal dans les essais cliniques pour les agents traitant les tumeurs solides métastatiques, simplement parce que la SSP est un critère d'évaluation simplement mesurable, sans tenir compte de résultats plus significatifs, tels que la qualité de vie globale ou la survie globale.

## Dans les processus d'admission par concours
Dans les processus d'admission par concours - tels que ceux utilisés pour les études médicales supérieures - l'évaluation des candidats à l'aide uniquement de paramètres numériques a pour conséquence d'ignorer les facteurs et attributs non quantifiables qui peuvent pourtant être déterminantes pour leur future pratique (éthique situationnelle, gestion des émotions, intelligence relationnelle).